# هانس هوف
هانس هوف (بالألمانية: Hans Hoff)‏ هو طبيب نفسي وأستاذ جامعي نمساوي، ولد في 11 ديسمبر 1897 في فيينا في النمسا، وتوفي بنفس المكان في 23 أغسطس 1969.